# メンバーズ・オンリー
メンバーズ・オンリー（Members Only）は、クリス・ヒルズの指揮下にある、アメリカのジャズ・ファンク・プロジェクト。

## 概要
サックス、フルート、ピッコロのネルソン・ランジェル、テナー・サックスのマイケル・ブレッカー、トランペットのルー・ソロフ、キーボードのアンディ・マーヴェル、ドラム、キーボード、ギター、ボーカルのクリス・ヒルズ、ギターのジミ・タンネルとビリー・マスターズ、ピアノのヘイム・コットン、ベースのヨッシ・ファイン、パーカッションのバシリ・ジョンソンをフィーチャーした。
Muse Recordsから2枚のアルバムをリリースしている。

## ディスコグラフィ

### スタジオ・アルバム
- Members Only  (1987年、Muse Records)
- Members Only...Too! The Way You Make Me Feel (1988年、Muse Records)